# Алесио Бони
Алесио Бони (итал. Alessio Boni; 4. јул 1966) је италијански филмски и телевизијски глумац и оперски певач.

## Биографија
Алесио је рођен у ломбардијском селу Сарнико, као средњи од три сина породице Бони. Са четрнаест година је почео да ради као постављач плочица и помоћни радник свог оца, који је био керамичар. Године 1992. завршава Националну академију драмских уметности „Силвио Д'Амико“ у Риму, када је већ имао четири године искуства као споредни глумац у теленовелама. Након шест година играња споредних улога у позоришту и филмовима, Бони 1998. добија прву већу улогу у ТВ–серији La donna del treno (Жена из воза). Популарност широм Италије стиче главном улогом у ТВ–серији Incantesimo (Чаролија), која се емитовала од 1998. до 2001. године. Највеће домете у досадашњој каријери остварио је са филмовима La meglio gioventù (Најбоље године младости) из 2003. и La bestia nel cuore (Звер у срцу).
Следеће године добија Златни глобус (италијански) за најбољег глумца у филму Quando sei nato non puoi più nasconderti (Кад се једном родиш...), а 2007. тумачи улогу кнеза Андреја Болконског у раскошној мини–серији Рат и мир, снимљеној по истоименом роману Лава Толстоја. Године 2008. игра насловну улогу у мини–серији Каравађо, заснованој на мотивим из живота познатог сликара, затим хомосексуалца у драми Sanguepazzo (Дивља крв) са Моником Белучи, а 2009. глуми Ђакома Пучинија у истоименој ТВ–серији, снимљеној поводом стопедесет година од његовог рођења. Бони је такође глумио и Максима де Винтера у серији Rebecca, la prima moglie (Ребека, прва супруга), римејку филма Ребека из 1940, са Лоренсом Оливијеом у главној улози. У акционом трилеру Туриста из 2010, са Анђелином Жоли и Џонијем Депом у главним улогама, Алесио је тумачио лик поднаредника Чератоа. Следеће године је снимио серију I cerchi nell'acqua (Трагања у води), а 2012 – Walter Chiari - Fino all'ultima risata (Волтер Кјари – до последњег смеха), серију која се бави животом славног италијанског глумца Волтера Кјарија. Бони тренутно снима авантуристички филм Одисеј, где тумачи насловну улогу.
Бони је од почетка своје каријере до данас играо у више од двадесет представа, између осталих и у представама Мајка храброст и њена деца, Пер Гинт, Хамлет, Сан летње ноћи и Тврдица. Године 2001. је играо у опери Лодоишка Луиђија Керубинија, а 2005. у Алзири Ђузепеа Вердија.

## Филмографија
(*) превод дистрибутера или издавача

### Филм
| Улоге Алесија Бонија |                         |               |                 |          |
| Година               | Српски назив            | Изворни назив | Улога           | Напомена |
| 1991.                | Перверзна игра          |               |                 |          |
| 1992.                | Где сте? Ја сам овде    |               |                 |          |
| 1996.                | Стижу италијани         |               |                 |          |
| 2000.                | Без страха              |               | Марко           |          |
| 2002.                | Дневник Матилде Манцони |               | Ђовани Батиста  |          |
| 2003.                | Најбоље године младости |               | Матео Карати    |          |
| 2005.                | Не плашити се           |               |                 |          |
| 2005.                | Кад се једном родиш...* |               | Бруно           |          |
| 2005.                | Звер у срцу             |               | Франко          |          |
| 2006.                | Збогом љубави*          |               | Ђорђо Пелегрини |          |
| 2006.                | Тајно путовање          |               | Лео Фери        |          |
| 2008.                | Дивља крв*              |               | Тејлор/Голфјеро |          |
| 2009.                | Каравађо                |               | Каравађо        |          |
| 2009.                | Саучесници тишине       |               | Маурицио Гало   |          |
| 2009.                | Кристин Кристина        |               | Тејлор/Голфјеро |          |
| 2010.                | Синестезија             |               | Алан            |          |
| 2010.                | Туриста                 |               | наредник Черато |          |
| 2013.                | Одисеј                  |               | Одисеј          |          |

### Телевизија
| Улоге Алесија Бонија |                                                |               |                  |          |
| Година               | Српски назив                                   | Изворни назив | Улога            | Напомена |
| 1990.                | Чаробњак (ТВ–филм)                             |               | Микеле           |          |
| 1996.                | Гроф Монте Кристо (ТВ–филм)                    |               |                  |          |
| 1996.                | После олује (ТВ–филм)                          |               |                  |          |
| 1997.                | Свештеник међу нама (мини–серија)              |               | Ђани             |          |
| 1998.                | Жена из воза (мини-серија)                     |               | Мино             |          |
| 1998.                | Чаролија (серија)                              |               | Марко Оберон     |          |
| 2001.                | Човек ветра (ТВ–филм)                          |               | Масимо           |          |
| 2002.                | Дракулин пољубац (ТВ–филм)                     |               | Квинси           |          |
| 2002.                | Друга жена (ТВ–филм)                           |               | Симоне           |          |
| 2004.                | Оркански висови (ТВ–филм)                      |               | Хитклиф          |          |
| 2005.                | Лов (мини–серија)                              |               | Лоренцо          |          |
| 2007.                | Каравађо (мини–серија)                         |               | Каравађо         |          |
| 2007.                | Рат и мир (мини–серија)                        |               | Андреј Болконски |          |
| 2008.                | Ребека, прва супруга (мини–серија)             |               | Максим де Винтер |          |
| 2009.                | Пучини (мини–серија)                           |               | Ђакомо Пучини    |          |
| 2010.                |                                                |               | Адријано Вентони |          |
| 2011.                | Трагања у води (мини–серија)                   |               | Давид Фречеро    |          |
| 2012.                | Волтер Кјари: до последњег смеха (мини–серија) |               | Волтер Кјари     |          |